# 30. Waffen-Grenadier-Division der SS (russische Nr. 2)
De 30. Waffen-Grenadier-Division der SS (russische Nr.2) was een divisie van de Waffen-SS. De divisie bestond uit Wit-Russen en etnische Russen, die als hulppolitie met Duitsers hadden samengewerkt. Na een korte inzet in Frankrijk werd de divisie omgevormd naar een brigade en vervolgens opnieuw naar een divisie. Het waren echter louter administratieve omschrijvingen, want de werkelijke gevechtskracht van deze eenheid was nooit groter dan een regiment.

## Ontstaan en vorming
Na de nederlaag van Legergroep Centrum in juni 1944 trokken de Duitse legers zich terug uit Wit-Rusland. Samen met de Duitse legers sloegen ook duizenden collaborateurs op de vlucht. Gedurende de bezetting hadden Wit-Russen, Oekraniërs en etnische Russen met de Duitsers samengewerkt. Deze groep vluchtelingen bestond niet alleen uit leden van de hulppolitie, die had meegewerkt aan de Holocaust, maar ook economische collaborateurs en mensen die om politieke of nationalistische redenen met de Duitsers hadden samengewerkt. Iedereen, die de voorbije jaren hand-en-spandiensten aan de bezetter had verleend, vluchtte naar het westen.
Op 20 juli 1944 kreeg SS-Obersturmbannführer Hans Siegling het bevel om de vluchtelingen te organiseren in een brigade. Hij groepeerde de vluchtelingen per nationaliteit in politie-regimenten (Schutzmannschaft). Op 31 juli 1944 werd de Schutzmannschaft-Brigade Siegling gevormd en op 1 augustus 1944 werd de brigade omgevormd tot de 30.Waffen-Grenadier-Division der SS (russische Nr.2). Alle manschappen werden onmiddellijk ingelijfd bij de Waffen-SS.
Na de inzet aan het westfront nabij Colmar werd de divisie uit de frontlijn teruggetrokken en op 1 januari 1945 ontbonden. Alle Duitsers en Wit-Russen werden samengevoegd tot de nieuwe 30. Waffen-Grenadier-Division der SS (weißruthenische Nr. 1) en de overige leden, voornamelijk Russen, werden naar het Russisch Bevrijdingsleger gestuurd.
De brigade werd naar het het SS-opleidingskamp Grafenwöhr gestuurd voor verdere training. Op 9 maart 1945 werd de brigade omgevormd tot 30. Waffen-Grenadier-Division der SS (weißruthenische Nr. 1). Dit was louter een titel op papier, want de divisie was niet groter dan een regiment. Wegens gebrek aan wapens en transportmiddelen werd de divisie niet naar het front gestuurd. Eind april 1945 gaven de Wit-Russen zich in Weiden over aan het Amerikaanse 3e leger. De Amerikanen droegen in mei 1945 hun krijgsgevangenen over aan het Rode Leger.

## Krijgsgeschiedenis
De ongetrainde divisie werd op 17 augustus 1944 naar Oost-Frankrijk gestuurd om het Maquis te bestrijden. Het moreel was laag en tijdens de reis waren er voortdurend deserties. Op 27 augustus 1944 brak een muiterij uit. Twee bataljons vermoordden hun Duitse officieren en probeerden over te lopen naar het Franse verzet. De Duitsers onderdrukten de opstand en hingen de aanvoerders op. De rest van de muiters werd verspreid over andere eenheden.
In november 1944 werd het 75. Waffen-SS-Grenadier-Regiment ingezet nabij Belfort tegen het Franse 1e leger. Na enkele dagen van zware verliezen oordeelde de commandant van het Duitse 19e leger dat de Wit-Russen niet waren opgewassen tegen de geallieerden en hij trok ze terug uit de frontlijn. Hij gaf hen opdracht de Rijnbruggen te bewaken.

## Bekende oorlogsmisdaden[3]
Twee officieren van de divisie hebben gediend in de concentratiekampen. Deze getal bevat ook de officieren die voor of na hun dienst in de divisie in de kampen en Einsatzgruppen hebben gediend.
Op 27 september 1944 werd als vergelding voor de steun van de dorpelingen aan de Franse partizanen gaven 39 burgers in Étobon, Frankrijk gedood door de soldaten van de divisie. Nog eens 27 burgers werden uit het dorp naar Duitsland gebracht, van wie er zeven 10 dagen later werden doodgeschoten.

## Commandanten[5]
| Naam                                                       | Rang          | Begin                              | Eind                        | Opmerking                                   |
| ---------------------------------------------------------- | ------------- | ---------------------------------- | --------------------------- | ------------------------------------------- |
| SS-Obersturmbannführer en Oberstleutnant der Schutzpolizei | Hans Siegling | 1 augustus 1944 - 10 februari 1945 | 1 januari 1945 - april 1945 |                                             |
|                                                            |               |                                    | Februari 1945               | Geformeerd in Weißruthenische Nr. 1         |
| SS-Obersturmbannführer en Oberstleutnant der Schutzpolizei | Hans Siegling | 10 februari 1945                   | April 1945                  |                                             |
|                                                            |               |                                    | April 1945                  | Gecapituleerd en overgegeven aan de Russen. |

## Gebieden van operaties[5][3]
- Augustus 1944 - september 1944: Oost-Pruisen
- September 1944 - oktober 1944: Frankrijk
- Oktober 1944 - december 1944: Duitsland
- Februari 19445 - april 1945: Polen

## Samenstelling[3]
- Waffen-Grenadier-Regiment der SS 75
  - I./Waffen-Grenadier-Regiment der SS 75
  - II./Waffen-Grenadier-Regiment der SS 75
  - III./Waffen-Grenadier-Regiment der SS 75
- Waffen-Grenadier-Regiment der SS 76 (bestond enkel op papier)
  - I./Waffen-Grenadier-Regiment der SS 76
  - II./Waffen-Grenadier-Regiment der SS 76
  - III./Waffen-Grenadier-Regiment der SS 76
- Waffen-Grenadier-Regiment der SS 77 (bestond enkel op papier)
  - I./Waffen-Grenadier-Regiment der SS 77
  - II./Waffen-Grenadier-Regiment der SS 77
  - III./Waffen-Grenadier-Regiment der SS 77
- 30. Waffen SS -Artillerie-Regiment
  - 30.Waffen-SS-Panzerjäger-Abteilung
  - 30.Waffen-SS-Füsilier-Abteilung
  - 30.Waffen-SS-Pioneer-Abteilung
  - 30.Waffen-SS-Nachrichten-Abteilung
- SS-Artillerie-Abteilung 30
  - 2 x batterijen van buitgemaakte Russische 122mm geschut
  - Batterij van raketwerpers
- SS-Aufklärungs-Abteilung 30
- SS-Füsilier-Kompanie
- SS-Pionier-Kompanie
- SS-Nachrichten-Kompanie
- SS-Sanitäts-Kompanie
- SS-Panzerspäh-Kompanie
- SS-Feldersatz-Bataillon

### Samenstelling van de brigade
- Staf
- Waffen-Grenadier-Regiment der SS 75
  - I./Waffen-Grenadier-Regiment der SS 75
  - II./Waffen-Grenadier-Regiment der SS 75
  - III./Waffen-Grenadier-Regiment der SS 75
- Artillerie-Abteilung
- Panzerjäger-Abteilung
- Reiter-Schwadron

## Houders van het Ridderkruis van het IJzeren Kruis
In deze divisie waren er geen houders van het Ridderkruis van het IJzeren Kruis.